# Ursula Profanter
Ursula Profanter –conocida como Uschi Profanter– (Graz, 22 de marzo de 1968) es una deportista austríaca que compitió en piragüismo en las modalidades de aguas tranquilas, aguas bravas y maratón.

## Carrera deportiva
En la modalidad de aguas tranquilas, obtuvo dos medallas de bronce en el Campeonato Mundial de 1997, y tres medallas en el Campeonato Europeo de 1997.
En la modalidad de aguas bravas, ganó nueve medallas en el Campeonato Mundial entre los años 1989 y 2002, y una medalla en el Campeonato Europeo de 2001. En la modalidad de maratón, obtuvo una medalla en el Mundial de 1992.

## Palmarés internacional

### Piragüismo en aguas tranquilas
| Campeonato Mundial | Campeonato Mundial | Campeonato Mundial | Campeonato Mundial |
| Año                | Lugar              | Medalla            | Competición        |
| ------------------ | ------------------ | ------------------ | ------------------ |
| 1997               | Dartmouth (Canadá) | Medalla de bronce  | K1 500 m           |
| 1997               | Dartmouth (Canadá) | Medalla de bronce  | K1 1000 m          |
| Campeonato Europeo |                    |                    |                    |
| Año                | Lugar              | Medalla            | Competición        |
| 1997               | Plovdiv (Bulgaria) | Medalla de plata   | K1 200 m           |
| 1997               | Plovdiv (Bulgaria) | Medalla de plata   | K1 1000 m          |
| 1997               | Plovdiv (Bulgaria) | Medalla de bronce  | K1 500 m           |

### Piragüismo en aguas bravas
| Campeonato Mundial | Campeonato Mundial    | Campeonato Mundial | Campeonato Mundial     |
| Año                | Lugar                 | Medalla            | Competición            |
| ------------------ | --------------------- | ------------------ | ---------------------- |
| 1989               | Río Savage ( EE. UU.) | Medalla de plata   | K1 clásico individual  |
| 1991               | Bovec (Yugoslavia)    | Medalla de bronce  | K1 clásico individual  |
| 1993               | Mezzana (Italia)      | Medalla de oro     | K1 clásico individual  |
| 1995               | Bala (Reino Unido)    | Medalla de oro     | K1 clásico individual  |
| 1996               | Landeck (Austria)     | Medalla de oro     | K1 clásico individual  |
| 1996               | Landeck (Austria)     | Medalla de bronce  | K1 clásico por equipos |
| 1998               | Garmisch (Alemania)   | Medalla de plata   | K1 clásico individual  |
| 2002               | Valsesia (Italia)     | Medalla de bronce  | K1 clásico individual  |
| 2002               | Valsesia (Italia)     | Medalla de plata   | K1 sprint individual   |
| Campeonato Europeo |                       |                    |                        |
| Año                | Lugar                 | Medalla            | Competición            |
| 2001               | Valsesia (Italia)     | Medalla de plata   | K1 sprint individual   |

### Piragüismo en maratón
| Campeonato Mundial | Campeonato Mundial   | Campeonato Mundial | Campeonato Mundial |
| Año                | Lugar                | Medalla            | Competición        |
| ------------------ | -------------------- | ------------------ | ------------------ |
| 1992               | Brisbane (Australia) | Medalla de plata   | K1                 |